# Åke Mattas
Åke Carl-Anders Mattas (* 14. Januar 1920 in Mänttä; † 20. Dezember 1962 in Helsinki) war ein finnischer Maler. In der Zeit nach dem Zweiten Weltkrieg vertrat er neben weiteren Künstlern einen neuen Expressionismus.

## Leben
Mattas war der Sohn des Ingenieurs Karl Julius Mattas (1885–1957) und dessen Frau Helmi (geborene Korhonen, † 1944). Als Kind zog er zunächst mit seiner Familie nach Schweden. Einige Jahre später folgte ein Umzug nach Griechenland. Ab 1928 wohnte die Familie wieder in Oulu, Finnland. Dort besuchte er bis 1938 eine schwedische Privatschule. Da er Werbegrafiker werden wollte und begann er 1938 ein Grafikstudium an der Kunstgewerbeschule in Helsinki, musste dies jedoch unterbrechen, da er zu Militärdienst eingezogen wurde. Er setzte sein Studium von 1945 bis 1946 an der finnische Kunstakademie fort. Er traf sich regelmäßig mit anderen Künstlern wie Tapani Raittila, Ernst Mether-Borgström, Anita Snellman, Maija Melanen, Erik Enroth, Olavi Valavuori oder Teuvo-Pentti Pakkala. Hier lernte Mattas auch Ulla Ahola kennen, die er 1946 heiratete. Das Paar bekam drei Kinder. Ein Sohn Karl-Julius Mattas (* 1947) wurde Maler und wanderte 1971 nach Sydney aus. Die Tochter Kajsa Mattas (* 21. September 1948) wurde Bildhauerin und lebt in Stockholm. Im Winter 1948 fertigte er Wandbilder in Seccotechnik mit Motiven aus Oulu im Schulsaal der Privatschule an. Mattas war auch als Illustrator tätig so wurde er vom Verlag Werner Söderström beauftragt die Novelle Kultakutri (Goldschmiede) von Mika Waltari zu illustrieren. 1949 kehrte er mit seiner Familie nach Helsinki zurück. Schon hier zeigte sich bald sein Alkoholproblem. Er galt als junges Talent und erhielt ein Stipendium der Wuoriostiftung und drei Jahre später das staatliche Stipendium für junge Künstler. Der zunehmende Erfolg verstärkte seine Alkoholsucht, die schließlich Ende der 1950er Jahre zur Spaltung der Familie führte. Mattas machte Therapien in den Krankenhäusern Hesperia und Kammio.
Mattas zeigte in seinen expressionistischen Werken überwiegend Aktbilder, Porträts und figurative Motive. In den 1940er Jahren malte er überwiegend mit Ölfarben und verwendete oftmals eine Schabetechnik, bei der die nackte Leinwand teilweise unter den Farbschichten sichtbar blieb. Dadurch entstand der für ihn charakteristische ein Eindruck der Halbfertigkeit.
Wie viel ihm die Malerei bedeutete zeigt sein Ausspruch: ”Jag är ingen människa, jag är en målare. Jag lever bara när jag målar.” (deutsch: „Ich bin kein Mensch, ich bin Maler. Ich lebe nur, wenn ich male.“)
Mattas mehrere Studienreisen: 1952 gemeinsam mit Unto Koistinen nach Paris. Zu Beginn des Sommers reiste er weiter nach Spanien. Im Herbst reiste er nochmals nach Spanien, dieses Mal gemeinsam mit Heikki Alitalo nach Granada. 1954 und 1958 unternahm er weitere Spanienreisen. Zuletzt besuchte er dort seine Gönner Walter und Kerttu Wiklund in Fuengirola. Gesundheitlich ging es ihm immer schlechter. Kurzzeitig war er Mitglied in der Künstlervereinigung 58, die sich für bessere Bezahlung und mehr Einbindung junger Künstler bei Ausstellungen einsetzte. Er selbst hatte erlebt, dass seine Werke Ende der 1940er Jahre nicht für Gruppenausstellungen angenommen wurden. Diese Aktivitäten wurden bald eingestellt und die Ausstellung 1958 in Helsinki blieb die einzige dieser Vereinigung.

## Ausstellungen (Auswahl)
Mattas nahm 1947 erstmals an der jährlich veranstalteten Ausstellung finnischer Künstler teil und später auch an internationalen Ausstellungen teil (unter anderem in Brüssel, Den Haag, Prag, Warschau, Zürich, Florenz, 1949/1950 Paris, 1958 Sowjetunion/China oder 1959 in Kopenhagen). Arbeiten von ihm befinden sich in Sammlungen des Ateneum und des Kunstmuseums in Imatra.
In Gruppenausstellungen:
- 24. Oktober bis 9. November 1958 Taiteilijaliitto 58: Taidehalli  = Konstnärsförbundet 58: Konsthallen.[4]
- 1983 bis 1984: Maalarit ja grafiikka = Målare och grafik. South Karelian Art Museum[5]
- 19. Oktober 2018: Urban Encounters – Finnish Art from the 20th Century.[6]

Gedächtnisausstellung
- 16. Januar bis 6. Februar 1966: Ake Mattas, muistonäyttely, minnesutställning im Amos Andersonin Taidemuseo Helsinki.[7]